# San Bernardo Mixtepec
San Bernardo Mixtepec là một đô thị thuộc bang Oaxaca, México. Năm 2005, dân số của đô thị này là 2394 người.